# Chin
Chin là một bang nằm ở phía tây của Myanmar, phía bắc giáp các bang Mizoram và Manipur của Ấn Độ, phía nam giáp bang Rakhine, phía đông giáp các vùng hành chính Sagaing và Magway, phía tây giáp phân khu Chittagong của Bangladesh. Bang này rộng 13.907 dặm vuông, là nơi sinh sống của các sắc tộc Chin, Mro, Khami và người Myanmar. Bang này có dân số là 518.144 và mật độ là 37 người/km² (ngày 12 tháng 12 năm 2006). Đây là một vùng núi có ít đồng bằng. Ở đây có nhiều dòng sông chảy về hướng nam tạo ra nhiều thung lũng và hẻm núi. Núi Khawnusoum, cao 10.200 foot, là đỉnh cao nhất ở bang Chin. Bang này có nhiều sông và sông Manipura chảy qua vùng đất phía bắc bang này. Thủ phủ bang này là thị xã Hakha. Thủ phủ trước đây là Falam, nhưng sau đó đã được dời đến Haka. Vùng đất bang này đã không thuộc Myanmar cho đến khi Anh quốc chiếm Miến Điện và Ấn Độ làm thuộc địa và chiếm luôn vùng đất này. Sau khi Hiệp định Pinlong được ký thì bang Chin mới trở thành một vùng của Miến Điện. Chin là bang duy nhất của Myanmar có số tín đồ Cơ Đốc giáo vượt số tín đồ Phật giáo.

## Phân cấp hành chính
- Huyện Falam
  - Thị trấn Falam Township
  - Thị trấn Tedim
  - Thị trấn Tonzang Township
- Huyện Hakha
  - Thị trấn Hakha Township
  - Thị trấn Thantlang Township
- Huyện Matupi
  - Thị trấn Matupi Township
  - Tiểu thị trấn Rezua
  - Thị trấn Paletwa
- Huyện Mindat
  - Thị trấn Mindat
  - Thị trấn Kanpetlet

Districts of Chin State 2022

Huyện Hakha được thành lập bởi cuộc họp khẩn cấp số 2/2012 của Quốc hội bang Chin lần thứ nhất vào ngày 1 tháng 6.  Huyện Matupi được thành lập bởi cuộc họp thường kỳ lần thứ hai của Pyidaungsu Hluttaw vào ngày 28 tháng 6 năm 2017.